# 常香圻
常香圻（1914年9月11日—2003年），福建閩侯人，畢業于海軍學校航海班第五屆。1935年赴英國皇家海軍學院留學，回國後歷任海軍學校教官、海軍軍官學校教官、及國防大學聯戰系。歷任組長、主任、副處長、處長、參謀長、三軍大學教育長、連絡官、聯合國安理會代表、副教育長等職，於1968年9月1日至1970年10月3日任海軍海道測量局少將局長。